# Teatro Salón Cervantes
El Teatro Salón Cervantes (TSC) es uno de los dos teatros municipales de Alcalá de Henares, inaugurado en 1888. Es miembro de la Red de Teatros de la Comunidad de Madrid.

## Historia

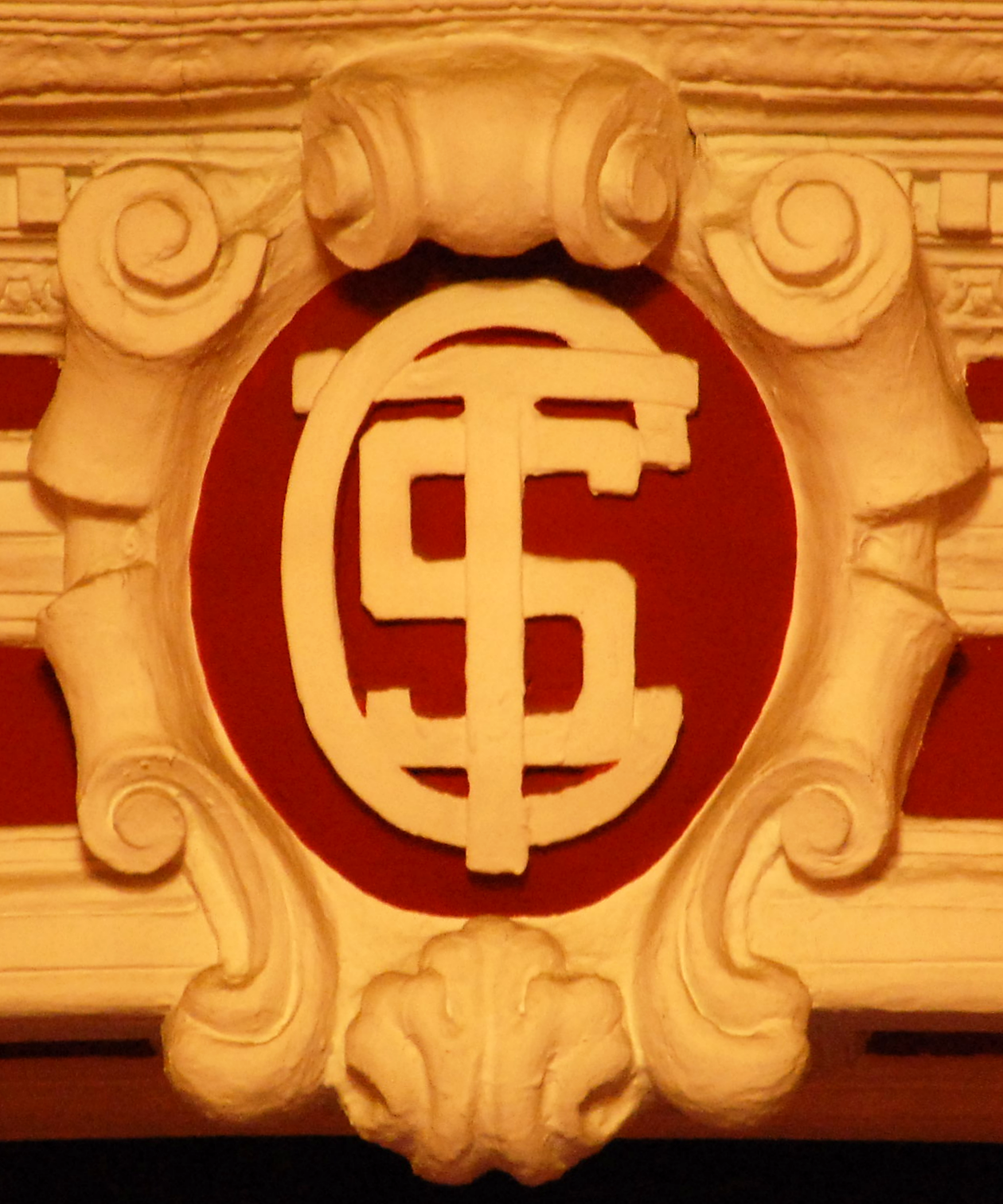
Logotipo

Durante el siglo XIX, en Alcalá de Henares se creía que la casa natal de Miguel de Cervantes se localizaba en una parte de la huerta del Convento de los Padres Capuchinos, en concreto en la esquina que formaban la calle Santiago con la calle de la Tahona. En 1836, tras la Desamortización de Mendizábal, el convento y su huerta fueron adquiridos por un particular, que en 1846 mandó colocar en ese lugar un busto de yeso de Miguel de Cervantes y dos lápidas conmemorativas y, además, consiguió que el Ayuntamiento cambiase el nombre de la calle de la Tahona a Cervantes, denominación que se mantiene en la actualidad.
En 1886 el solar fue adquirido por otros propietarios con pretensiones de edificar, por lo que devolvieron el busto y las lápidas al Ayuntamiento. Este, sin embargo, quería levantar un teatro o un museo dedicado al escritor, pero no disponía de recursos económicos.
Finalmente el Ayuntamiento de Alcalá de Henares compró una buena parte de la huerta y un grupo de vecinos formaron la “Compañía constructora del Salón Cervantes”, que se hizo cargo de la edificación y acondicionamiento del teatro, emitiendo acciones por valor de 100.000 pesetas. Los planos del edificio los diseñó el arquitecto José María Aguilar y Vela. El Teatro Salón Cervantes fue construido en el tiempo récord de 29 días, inaugurándose el 31 de marzo de 1888. Sin embargo, su aspecto y configuración actual son consecuencia de dos reformas, la de 1925 y la de 1989.
Desde 1895 contaba con alumbrado eléctrico. El 21 de noviembre de 1897 se proyectó en sus instalaciones, por primera vez en Alcalá, una sesión del recién inventado cinematógrafo.
En 1905 persistía la creencia de que el Teatro Salón Cervantes se alzaba sobre la ubicación de la casa de la familia de Cervantes. Por eso, durante la celebración del III Centenario de El Quijote se colocó una nueva placa en memoria de Miguel de Cervantes. Hasta que en 1948, el cervantista Luis Astrana Marín demostró que la casa natal de Cervantes se ubicó en la calle de la Imagen (muy próxima y paralela a la calle Cervantes).
En 1925 el teatro, que también se utilizaba como sala de baile, estaba en mal estado. Por lo que se ejecutó una importante reforma, en la que las fachadas de ladrillo se enlucieron y se pintaron de rojo, y las molduras de las puertas y ventanas de blanco. También se amplió el aforo, y los palcos de madera de la segunda planta se sustituyeron por una estructura de obra.
Tras la guerra civil trasformaron el teatro en cine. En 1947, al estallar el polvorín militar de El Zulema, el Teatro Salón Cervantes se usó para atender a los heridos, al disponer de un generador eléctrico, el único en toda Alcalá, aparte del propio del Ayuntamiento.
El edificio, que hasta 1973 también fue sala de baile, de nuevo quedó abandonado. En 1979 se acondicionó como sala de bingo.
El 4 de abril de 1986 el Ayuntamiento de Alcalá lo compró por 120 millones de pesetas (cerca de 725.000 euros). Tres años después, la Comunidad de Madrid lo reformó funcionalmente bajo la dirección del arquitecto Miguel Verdú Belmonte; y lo reinauguró el 14 de abril de 1989, para rehabilitarlo como teatro decimonónico e integrarlo en la Red de Teatros de la Comunidad de Madrid, su uso como espacio cultural municipal dependía de la Fundación Colegio del Rey. Las últimas obras de mejora se ejecutaron el 2004.
Actualmente Alcalá de Henares cuenta con dos salas teatrales oficiales de la Comunidad de Madrid: el Corral de Comedias de Alcalá y el Teatro Salón Cervantes. Además de otras como La Galera perteneciente a la Universidad de Alcalá, y la sala Margarita Xirgú del sindicato Comisiones Obreras, así como otros lugares que ocasionalmente acogen obras escénicas.

## Instalaciones

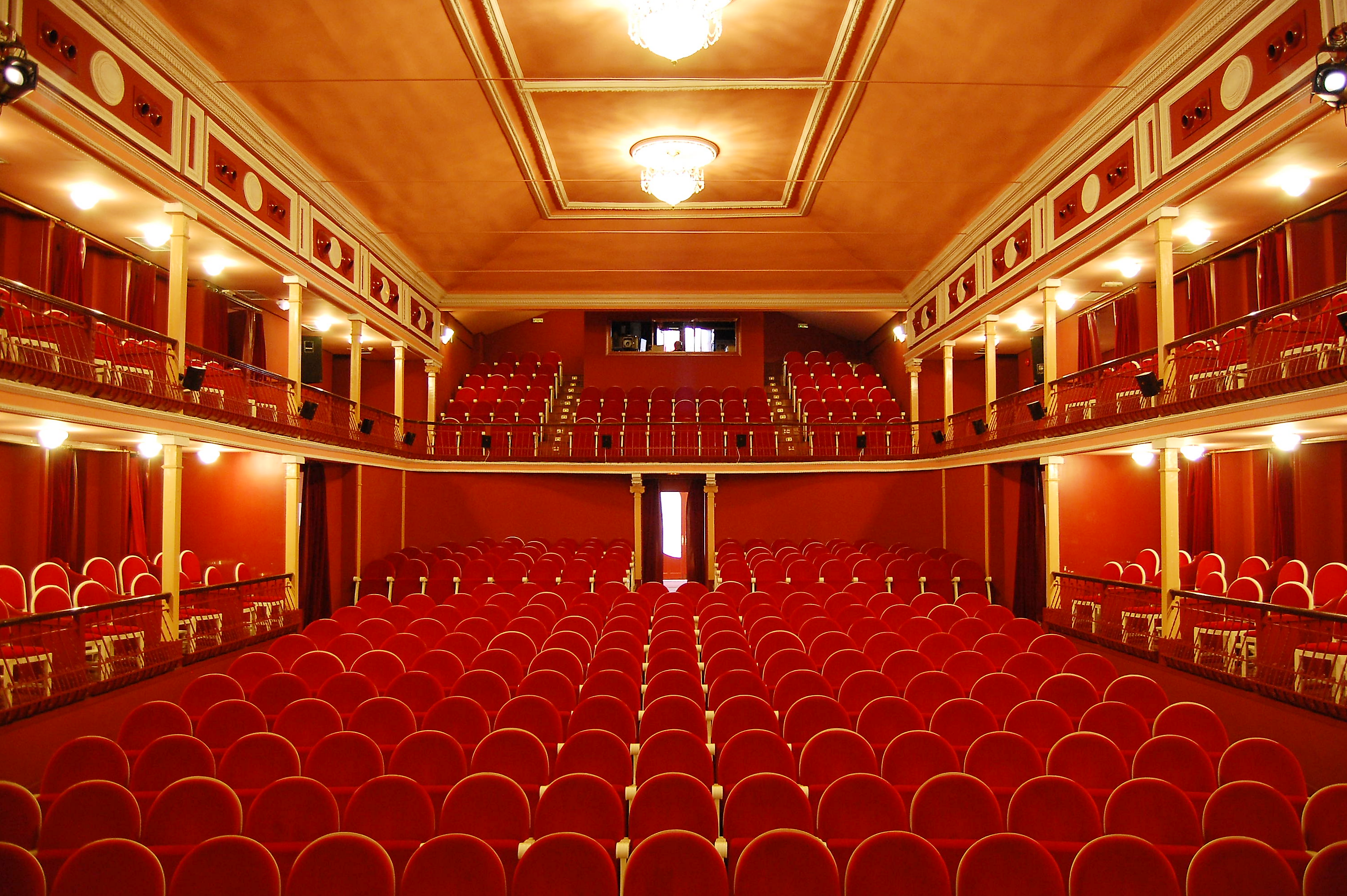
Patio de butacas y anfiteatro.

De planta rectangular, su fachada tríptica es de estilo modernista. Cuenta con un aforo para 458 personas sentadas, distribuidas en un patio de butacas rectangular, un anfiteatro con gradas y dos plantas de palcos a ambos lados. Las características técnicas de su espacio escénico de estilo italiano son:
- Ancho de boca: 7,05 m
- Fondo desde boca: 21 m
- Altura máxima (boca): 9 m
- Anchura máxima del escenario: 10 m
- Hombro izquierdo: 4,9 m
- Hombro derecho: 5,1 m
- Altura de boca: 5,45 m
- Altura desde el escenario: 12,5 m

Además, dispone anexado en su lateral sur de un patio cerrado en el que con el buen tiempo se pueden organizar conciertos y espectáculos al aire libre.

## Actividades
En sus instalaciones se programan diferentes espectáculos culturales: teatro, cine (todas las semanas se proyectan las películas del Cine Club Alcalá), danza y conciertos musicales y de ópera o zarzuela. Además se desarrollan actos institucionales (como la gala de los Premios Ciudad de Alcalá y la gala ALCINE) y sociales como congresos.